# Eichbüchl (zámek)
Zámek Eichbüchl je památkově chráněná stavba v obci Katzelsdorf an der Leitha v okrese Vídeňské Nové Město v rakouské spolkové zemi Dolní Rakousy. Je označován za rodiště "druhé rakouské republiky".

## Historie

### 14. až 19. století
Zámek Eichbüchl byl pravděpodobně postavený ve 14. století. Z jiných zdrojů uváděných ve Vídeňském Novém Městě byl zámek postaven teprve mezi lety 1558 a 1566. Možné je, že první zámek byl za prvního tureckého obléhání v roce 1529 zničený a dnešní nový zámek je postavený poněkud stranou.
Poprvé v dokumentech z 15. století byl jako vlastník uváděn „Georg Hohenkircher na Tegernau a Aichbüchelu“. Vesnici Eichbüchl založila v roce 1611 Katharina z Donawitz, paní z Aichbüchlu. Dnešní vzhled získal zámek na přelomu století.
Na počátku 17. století byl spojený s panstvím Frohsdorf. Obě panství byla až do roku 1868 spojena.

### 20. století
V roce 1906 byl zámek po dovozu čínského hedvábí zcela přestavěn v "cukrářském stylu". V roce 1938 byl zámek zabaven a za druhé světové války byl velmi zničený a vydrancovaný. Před válkou žil po dva roky na zámku Erwin Rommel (1891–1944).
V roce 1945 vznikla zde za Karla Rennera (1870–1950) první vládní proklamace druhé rakouské republiky. Renner napsal dopis Stalinovi a pokoušel se s Adolfem Schärfem (1890–1965) a s křesťanským politikem Josefem Kollmannem (1868–1951) obnovit kontakty. Plánoval obnovení republiky v duchu roku 1920. Proto je zámek Eichbüchl často označován za rodiště „Republiky Rakouské“.
Na památku těchto historických událostí umístili ve vstupní chodbě zámku tabuli s nápisem informujícím o vytvoření „druhé rakouské republiky“ ve dnech 20. až 27. dubna 1945.
Od roku 1964 do 1977 žil na zámku Eichbüchl Ernst Florian Winter (1923–2014) se svou ženou Johannou von Trapp (1919–1994), dcerou George Ludwiga von Trapp (1880–1947). Tam vznikly po deseti letech Eichbüchlské-rozhovory rakouské semináře na místě mezinárodních jednání, kterých se zúčastnili profesoři jako Oskar Morgenstern (1902–1977), Paul Felix Lazarsfeld (1901–1976), Friedrich Heer (1916–1983) a Henry Kissinger (1916–1983).

### Zámek nyní
Dne 27. dubna 2005 vznikla v rámci oslav "60 let Republiky Rakousko" prezentace dějinných událostí na zámku Eichhübl. Původcem a koordinátorem těchto projektů byl historik Johann Hagenhofer.
Zámek Eichhübl je dnes místem setkávání milovníků hudby. Je opět v soukromém držení.